# Jean Charbonneaux
Jean Marie Augustin Charbonneaux, nacido en Genlis (Côte d'Or) el 15 de enero de 1895 y muerto en París el 21 de febrero de 1969 (74 años), fue un arqueólogo francés.
Agregado de letras en 1920, fue miembro de la Escuela Francesa de Atenas de 1921 a 1925, y de la Academia de Inscripciones y Lenguas Antiguas en 1962. Fue sucesivamente conservador, conservador en jefe e inspector general de los museos de Francia, y profesor de arqueología griega y romana en la Escuela del Louvre de 1930 a 1965.

## Principales obras
- L'Art égéen, 1929
- La Escultura griega archaïque, 1938 ; 1964 ; 1989
- La Sculpture grecque archaïque, 1944 ; 1945 ; 1946 ; 1964
- Les Sculptures de Rodin, 1949
- L'Art au siècle d'Auguste, 1950
- Les Bronzes grecs, 1958
- Grèce archaïque : 620-480 av. J. C., con Roland Martin y François Villard, 1968 ; 1984 ; 2008
- Grèce classique : 480-330 av. J. C., con Roland Martin y François Villard, 1969, ; 1983 ; 2009
- Grecia clásica, con Roland Martin y François Villard. Madrid.: Editorial Aguilar, 1970
- Grèce hellénistique : 330-50 av. J. C., con Roland Martin y François Villard, 1970, ; 1987
- Architecture et sculpture, con Pierre Pradel (dir.), 4 vol.., 1970